# Boris Morukov
Boris Vladimirovič Morukov (rusky Борис Владимирович Моруков, 1. října 1950 Moskva, RSFSR, SSSR – 1. ledna 2015) byl lékař, specializující se na kosmickou medicínu, a sovětský (od 1992 ruský) kosmonaut, v letech 1989–2007 člen oddílu kosmonautů Institutu lékařsko-biologických problémů (IMBP). Absolvoval jeden kosmický let k Mezinárodní vesmírné stanici, misi STS-106 v americkém raketoplánu Atlantis. Ve vesmíru strávil 11 dní, 19 hodin a 11 minut. Od roku 2006 je zástupcem ředitele IMBP pro vědu.

## Život
Boris Morukov se narodil v Moskvě, zde prožil dětství a mládí. Po střední škole studoval na 2. moskevském lékařském institutu N. I. Pirogova, po absolvování institutu (roku 1973) nastoupil v moskevském Institutu lékařsko-biologických problémů (IMBP) ministerstva zdravotnictví, specializujícího se na kosmickou medicínu. V letech 1975–1978 studoval na oddělení aspirantury IMBP, v lednu 1979 získal titul kandidát lékařských věd. Pracoval v IMBP, na přelomu 70. a 80. let byl jedním z lékařů sledujících zdravotní stav posádek vesmírné stanice Saljut 6, v letech 1979–1980 sloužil ve Středisku řízení letů v Koroljovu. V IMBP postupoval, roku 1989 se stal vedoucím oddělení fyziologie homeostatických regulací (отдел Физиологии гомеостатических регуляций).
Už roku 1976 se účastnil druhého náboru mezi kosmonauty IMBP, byl mezi osmi finalisty, ale členem oddlu se nestal. Až v pátém náboru IMBP uspěl, 25. ledna 1989 ho Státní meziresortní komise doporučila do oddílu kosmonautů a 20. října 1989 byl rozhodnutím ministra zdravotnictví jmenován členem oddílu kosmonautů IMBP. Základní kosmonautický výcvik ve Středisku přípravy kosmonautů v Hvězdném městečku zahájil v říjnu 1990 a dokončil v lednu 1992, od 1. března byl v oddílu IMBP zařazen mezi kosmonauty-výzkumníky, současně zůstal vedoucím oddělení ústavu.
Od ledna 1993 se připravoval na dlouhodobý let lékaře na stanici Mir společně s kolegy z oddílu IMBP Valerijem Poljakovem a Germanem Arzamazovem. V červenci byl Poljakov zařazen do hlavní posádky, Arzamozov se stal náhradníkem a Morukov zůstal třetí. Poljakov na oběžné dráze strávil od ledna 1994 do března 1995 rekordních 437 dní.
Od října 1997 do února 1998 se opět připravoval k letu na Mir s kolegy s oddílu Vladimirem Karaštinem a Vasilijem Lukjaňukem. Do posádek však zařazeni nebyli.
V prosinci 1998 byl zařazen do posádky mise STS-101 (později STS-106) amerického raketoplánu Space Shuttle. Od ledna 1999 se k letu připravoval v Johnsonově vesmírném středisku v Houstonu. Do vesmíru odstartoval na palubě raketoplánu Atlantis 8. září 2000 ve funkci letového specialisty. Cílem letu (předposledního před obydlením stanice) bylo přivezení zásob a materiálu na Mezinárodní vesmírnou stanici. Atlantis přistál 20. září, let trval 11 dní, 19 hodin a 11 minut.
Kromě přípravy ke kosmickému letu roku 1999 také získal titul doktora lékařských věd. V letech 2000–2007 zastával i funkci vedoucího nepočetného oddílu kosmonautů IMBP. V prosinci 2006 byl jmenován zástupcem ředitele IMBP pro vědu. V této funkci zodpovídal za veškerou vědeckou činnost ústavu, včetně spolupráce s Roskosmosem (v Koordinační vědecko-technické radě) i se zahraničními partnery. Je autorem více než 150 vědeckých prací.
Boris Morukov byl ženatý, měl syna a dceru.